# Packstone
El packstone és una roca carbonatada amb textura de suport de grans i una petita proporció de ciment micrític intergranular. La roca s'inclou en el grup de les roques al·loquímiques de la classificació de Folk. La roca pot tenir orígens molt diversos; Dunham n'esmenta els següents:
- Compactació de wackestones; en aquest cas els intersticis romanen completament reblerts per micrita.
- Infiltracions més o menys tardanes sofertes per sediments inicialment lliures de micrita.
- Elevada producció de grans en aigües tranquil·les; cas en què la part basal dels intersticis és constituïda per fang micrític.
- Mescla produïda per organismes bioturbadors.
- Retreballament incomplet per corrents.
- Lixiviació parcial del fang micrític; cas en què la micrita és distribuïda en pegats.

El terme packstone és sovint prefixat pel tipus de gra al·loquímic més abundant, com per exemple un packstone d'oòlits.
Les fàcies deposicionals han de presentar suficient baixa energia per a permetre al fang carbonatat de ser retingut com a matriu. Els packstones sovint es troben amb altres wackestones que contenen més quantitat de fang micrític.